# 易姓
易姓是中文姓氏之一，在《百家姓》中排第339位。

## 起源
戰國時期中山國被滅以後，其王室後代後來被秦國遷至太原，再逐漸南遷，分散於湖南、湖北和江西等地。

## 延伸阅读
[在维基数据编辑]
 《百家姓》
 《欽定古今圖書集成·明倫彙編·氏族典·易姓部》，出自陈梦雷《古今圖書集成》